# Polygala conzattii
Polygala conzattii är en jungfrulinsväxtart som beskrevs av Joseph Nelson Rose. Polygala conzattii ingår i släktet jungfrulinssläktet, och familjen jungfrulinsväxter. Inga underarter finns listade i Catalogue of Life.